# Sascha Zacharias
Pour les articles homonymes, voir Zacharias.
Sascha Zacharias, née à Stockholm (Suède) le 23 février 1979, est une actrice de télévision et de cinéma suédoise, qui travaille principalement en Italie.

## Biographie
Enfant de la balle, puisque son père, Sven-Bertil Taube, est acteur et chanteur, et sa mère, Ann Zacharias, actrice, Sascha Zacharias commence à jouer dès l'âge de sept ans. À dix-huit ans, elle part en Italie et s'installe à Rome où elle tourne pour le cinéma, mais aussi pour la télévision.
Après de nombreuses fictions, elle devient célèbre grâce à la série télévisée de la Rai Uno Raccontami, diffusée entre 2006 et 2007, où elle tient le rôle de Caroline Desideri. Elle joue aussi dans la deuxième série en 2008.
En 2011, elle est au générique du film Tatanka, de Giuseppe Gagliardi, qui reprend le conte de Roberto Saviano et aussi dans le film Anche se è amore non si vede (Même si c’est de l’amour, ça ne se voit pas) de Ficarra et Picone (duo comique italien).

## Télévision
- Gli amici di Sara, de Gabriele Muccino - Minifiction sur le SIDA passée sur Rai et Mediaset (1999)
- Anni '60, de Carlo Vanzina - Minisérie télévisée (1999)
- Questa casa non è un albergo, de Pier Belloni, Elisabetta Marchetti e Raffaele Mertes - Série télévisée (2000)
- Tequila & Bonetti, de Bruno Nappi - Série télévisée - Épisode : Uno sbirro, un cane e una fotografia (2000)
- Giovanna, commissaire (Distretto di Polizia), de Renato De Maria - Série télévisée - Saison 1, Épisode 1 : Une nouvelle vie (2000)
- Noi, de Peter Exacoustos - Mini série télévisée (2004)
- Questo amore, de Luca Manfredi - Mini série télévisée (2004)
- Amanti e segreti, de Gianni Lepre - Mini série télévisée (2004)
- Nassiriya - Per non dimenticare, de Michele Soavi - Mini série télévisée (2006)
- Raccontami, de Tiziana Aristarco et Riccardo Donna - Série télévisée (2006) Rôle : Caroline Desideri
- Un ciclone in famiglia 3, de Carlo Vanzina - Mini série télévisée (2007)
- Carabinieri 7, de Raffaele Mertes et Giandomenico Trillo - Série télévisée (2008)
- Raccontami - Capitolo II, de Tiziana Aristarco et Riccardo Donna - Série télévisée (2008) Rôle: Caroline Betancourt
- Il commissario Manara, de Davide Marengo - Mini série télévisée - Épisode : Sogni di vetro (2008)
- I Cesaroni 3, de Stefano Vicario et Francesco Pavolini - Série télévisée - Épisode : Basta crederci (2009)
- Intelligence - Servizi & segreti, d'Alexis Sweet - Mini série télévisée (2009)
- I delitti del cuoco, d'Alessandro Capone - Rôle : Elsie - Mini série télévisée (2010)
- Ho sposato uno sbirro 2, d'Andrea Barzini - Série télévisée - Épisode : Una figlia (2010)
- Rebecka Martinsson Saison 2 : Rebecka Martinsson (2020)
- Complètement à cran : Liv Holmsberg (2021)

## Cinéma
- 1996 : Dom fattar ingenting, d'Ingrid Janbell[1]
- 1999 : Il cielo in una stanza, de Carlo Vanzina
- 2000 : Delitto in prima serata, d'Alessandro Capone
- 2003 : Kärlekens språk, d'Anders Lennberg
- 2007 : Il rabdomante, de Fabrizio Cattani
- 2009 : Un'estate ai Caraibi, de Carlo Vanzina
- 2011 : Tatanka, de Giuseppe Gagliardi
- 2011 : Anche se è amore non si vede, de Salvatore Ficarra et Valentino Picone

## Prix
- 1997 : Ciak d'oro de la révélation de l'année